# Vatileaks 2.0
Vatileaks 2.0 umschreibt den Skandal um finanzielle Machenschaften im Vatikanstaat, die von den Journalisten Emiliano Fittipaldi und Gianluigi Nuzzi in zwei Buchpublikationen im Jahr 2015 bekannt gemacht wurden. Die beiden Bücher beruhten vorrangig auf Geheimdokumenten der von Papst Franziskus eingesetzten Wirtschaftsprüfungskommission COSEA. Anfang November 2015 kam es zur Verhaftung des früheren COSEA-Mitgliedes und Prälaten Lucio Ángel Vallejo Balda und in der Folge zu einem Prozess gegen ihn, gegen die beiden Journalisten, gegen das einzige weibliche COSEA-Mitglied, Francesca Immacolata Chaouqui, sowie gegen den COSEA-Mitarbeiter Nicola Maio. Der Tatvorwurf lautet unter anderem „Verbreitung vertraulicher Informationen und Dokumente“.

## Begriffsbildung, Kontext

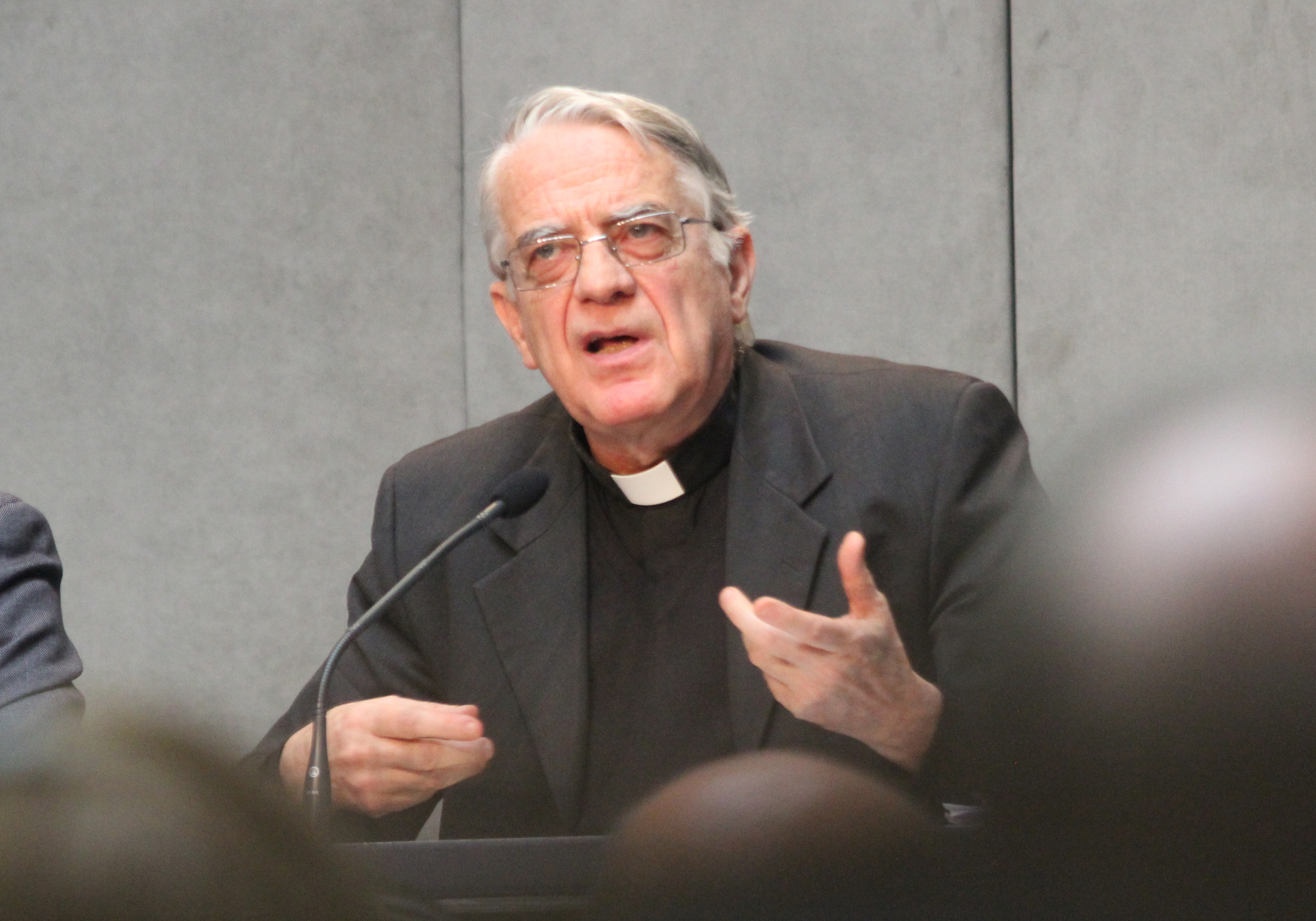
Federico Lombardi, Leiter des vatikanischen Presseamtes

Der Begriff Vatileaks wurde durch den Pressesprecher des Vatikans, Federico Lombardi, in Anlehnung an Wikileaks geprägt und umfasste Vorgänge, welche die Art und Weise des Bekanntmachens von vertraulichen Dokumenten beschreiben, die 2011 und 2012 vom Schreibtisch des damaligen Papstes Benedikt XVI. aus dem Vatikan an die Öffentlichkeit gelangten.
Im Juni 2013 wurde mit Artikel 116 bis ein neuer Tatbestand in das Strafgesetzbuch des Vatikanstaates eingefügt, der die Verbreitung vertraulicher Informationen und Dokumente unter Strafe stellt.
Am 18. Juni 2015 wurde die zweite Enzyklika von Papst Franziskus zeitgleich in acht Sprachen vorgelegt: “Laudato si’” (deutsch: „Gelobt seist du“), mit dem Untertitel Über die Sorge für das gemeinsame Haus. Das Werk befasst sich mit Umwelt- und Klimaschutz, den bestehenden sozialen Ungerechtigkeiten und der Erschöpfung der natürlichen Ressourcen. Laudato si’ wurde von seinem Autor als „dringender Appell, über die Zukunft des Planeten zu diskutieren“, gesehen und von der Weltöffentlichkeit auch so rezipiert.
Am 3. Oktober 2015 erfolgte das erste Outing eines Theologen des Vatikans, Krzysztof Charamsa, der ab 1997 in der Glaubenskongregation tätig war und an zwei päpstlichen Universitäten unterrichtete. Er kritisierte die Sexualmoral als „unmenschlich“. Jede Person habe ein Recht auf Liebe, und dieses Recht müsse von Gesellschaft und Gesetz geschützt werden. „Aber vor allem muss es auch die Kirche schützen: Das Christentum ist die Religion der Liebe.“ Dieses Bekenntnis der Ehrlichkeit stellte einen massiven Angriff auf das Konzept der Geheimhaltung in der Römischen Kurie dar, in der Homosexualität stets akzeptiert war, solange sie nicht öffentlich gemacht wurde.
Von 4. bis 25. Oktober 2015 schließlich tagte die sogenannte Familiensynode zu Berufung und Sendung der Familie in Kirche und Welt von heute, als Nachfolgeveranstaltung der dritten außerordentlichen Bischofssynode vom 5. bis 19. Oktober 2014. Es kam zu heftigen Kontroversen zwischen Traditionalisten und Reformern sowie zu einem warnenden Brief von 13 konservativen Kardinälen an den Papst, welcher prompt den Weg in die Öffentlichkeit fand. Kardinal Gerhard Ludwig Müller sprach angesichts dessen bereits zu Beginn der Familiensynode „von einem neuen Vatileaks“.

## Wirtschaftsprüfungskommission COSEA
„Kein Papst befaßte sich in den vergangenen hundert Jahren so intensiv mit Finanz- und Wirtschaftsfragen des Vatikans.“ Papst Franziskus setzte unmittelbar nach Amtsantritt folgende Schritte:
- Er berief ein Gremium von acht Kardinälen als persönliche Berater für die Reform der Römischen Kurie und in der Leitung der Kirche.
- Er installierte eine Päpstliche Kommission für die Reform der Vatikanbank Istituto per le Opere di Religione (IOR).
- Er ernannte Monsignore Battista Mario Salvatore Ricca, den Direktor des vatikanischen Gästehauses Domus Sanctae Marthae, zum Hausprälaten der Vatikanbank IOR mit dem Recht auf Einsicht in sämtliche Akten und der Teilnahme an allen Sitzungen der Bank.

Am 18. Juli 2013 schließlich errichtete Papst Franziskus mit einem Chirograph eine neue Päpstliche Kommission für die Reform der Wirtschafts- und Finanzangelegenheiten des Heiligen Stuhls (italienisch Commissione di studio sulle strutture economiche e amministrative della Santa Sede). Als Mitglieder der Kommission wurden sieben katholische Laien und ein spanischer Prälat im Dienst der Römischen Kurie berufen:
| - Joseph F.X. Zahra (Malta), Präsident - Francesca Immacolata Chaouqui (Italien) - Jean-Baptiste de Franssu (Frankreich) - Enrique Llano (Spanien) |  | - Jochen Messemer (Deutschland) - Mons. Lucio Ángel Vallejo Balda (Vatikan) - Jean Videlain-Sevestre (Frankreich) - George Yeo (Singapur) |

Die Kommission sollte gewissermaßen Inventur im Vatikan machen und Vorschläge für Verbesserungen, höhere Effizienz und Einsparungen erarbeiten. In der Anweisung des Papstes hieß es, dass die Kommission Zugang „zu allen Dokumenten, Daten und Informationen“ der Vatikanbank Istituto per le Opere di Religione (IOR), aller Bilanzen, jeglicher Behörde und Einrichtung des Vatikans und dem beweglichen und unbeweglichen Besitz des Heiligen Stuhls weltweit haben sollte. Das Amtsgeheimnis wurde für die Untersuchung aufgehoben. Die Internetplattform Katholisches gab unmittelbar nach der Bestellung der Kommission zu bedenken, dass diese Insider-Informationen „pures Gold“ wert seien, die sieben externen Kommissionsmitglieder am Ende mehr wüssten als jeder im Vatikan und äußerte auch Zweifel an der Eignung der Ernannten. Bereits acht Tage nach der Bestellung von Francesca Immacolata Chaouqui verwies die Plattform auf ihre Beziehung zum Aufdeckungsjournalisten Gianluigi Nuzzi und zur Aufdeckungsplattform Dagospia, gegründet von Roberto D’Agostino.

## Zwei Buchpublikationen
Zeitgleich erschienen am 5. November 2015 die Bücher Avarizia von Fittipaldi und Via Crucis von Nuzzi, sie beinhalten eine Reihe von finanziellen Missständen innerhalb des Vatikanstaates und seiner Institutionen.

### Via Crucis
Jörg Bremer kritisierte in der FAZ das Buch Nuzzis als „Alten Wein in einem neuen Schlauch“. Er skizziere Kardinal George Pell – „wohl aus Dankbarkeit für seine Dienste“ als Informant Nuzzis – als Reformer, während Fittipaldi denselben Kardinal als „Blockierer“ von Papst Franziskus’ Reformbestrebungen charakterisiere.

### Zusammenfassung der Missstände
Unter anderem wurden – laut Kathpress und weiteren Rezensenten – folgende Vorwürfe veröffentlicht, die sich insbesondere gegen die Kardinäle der Römischen Kurie richteten:
- Das Vatikanische Wirtschaftssekretariat habe „Hunderttausende Euro für Business-Class-Flüge, maßgeschneiderte Kleidung, wertvolles Mobiliar und 4.600 Euro für den Unterschrank eines Waschbeckens“ ausgegeben.
- Der Vatikan habe im Jahr 2012 insgesamt 27 Millionen Liter Benzin verkauft, 18 Prozent davon an „Unbekannte“.
- Für wohltätige Zwecke bestimmte Gelder seien von der römischen Kurie zweckentfremdet worden. Der Peterspfennig gehe zu 80 Prozent in die Verwaltung, Grund dafür sei „die desaströse Finanzlage der Kurie“.
- Die Wirtschaftsprüfungskommission COSEA habe Günstlingswirtschaft, unmäßige Zunahme beim Personalbestand, mangelnde Transparenz bei Ausgaben und Abläufen, ungenügende Kontrollen bei Lieferantenverträgen, Ineffizienz und Privilegien bei der Bewirtschaftung der Vatikan-Immobilien, mangelhafte Aufsicht sowie zu hohe Risiken bei Kapitalanlagen des Vatikans aufgedeckt.
- Es gäbe fragwürdige Einnahmen bei Selig- und Heiligsprechungen.
- COSEA sei bei den Untersuchungen massiven Behinderungen seitens der Kurie ausgesetzt gewesen.
- Ein Teil dieser Gelder werde für „Luxuswohnungen im Herzen der Ewigen Stadt“ ausgegeben: „Kurienkardinäle wohnen in geradezu fürstlichen Behausungen mit 400, 500, manchmal 600 Quadratmeter Nutzfläche. Und zwar allein, bestenfalls mit zwei oder drei Missionsschwestern, bevorzugt aus Entwicklungsländern, die ihnen den Haushalt führen, für sie kochen, putzen oder als Hilfspersonal fungieren.“ Die Kardinäle wohnten umsonst, zahlten weder Miete noch Nebenkosten.
- Bei einer Inventur von Lebensmitteln, Kleidung und Medikamenten im Vatikan hätten Waren im Wert von 1,6 Millionen Euro gefehlt.
- COSEA habe weiters überhöhte Ausgaben für Bau- und Handwerksarbeiten sowie Indizien für Steuerhinterziehung gegenüber Italien festgestellt.
- Kardinäle und ihre Mitarbeiter erhielten zusätzlich Rabatte und Vergünstigungen bei Lebensmitteln, Zigaretten, Bekleidung und Sport.

Der Papst wurde von der Kritik ausdrücklich ausgenommen, er bewohnt nach wie vor ein knapp 50 Quadratmeter großes Zimmer im Gästehaus Santa Marta.

## Verhaftungen und Verhöre
Am 2. November 2015 berichtete Il Corriere della Sera von der Verhaftung des früheren Sekretärs der Präfektur für die wirtschaftlichen Angelegenheiten des Heiligen Stuhles, des spanischen Prälaten Lucio Ángel Vallejo Balda, und seiner Protégée Francesca Immacolata Chaouqui.

## Der Prozess im Vatikan
Auf Grundlage des erst 2013 implementierten Strafrechtsparagraphen Artikel 116 bis begann am 24. November 2015 vor dem Gerichtshof des Vatikanstaates der Prozess gegen Francesca Immacolata Chaouqui, Emiliano Fittipaldi, Nicola Maio, Gianluigi Nuzzi und gegen Prälat Lucio Ángel Vallejo Balda.

### Zusammensetzung des Tribunals
Das Richterkollegium besteht aus drei Richtern: Giuseppe Dalla Torre del Tempio di Sanguinetto (Presidente del Collegio), Piero Antonio Bonnet und Paolo Papanti-Pelletier. Als Ersatzrichter fungiert Venerando Marano. – Als Vertreter der Anklage fungiert Gian Pietro Milano (Promotore di Giudizia).

### Anklagepunkte
Alle fünf Angeklagten müssen sich der Unterschlagung und Verbreitung vertraulicher Dokumente lt. der §§ 63 und 116-bis des vatikanischen Strafrechts verantworten. Die Angeklagten Chaouqui, Maio und Vallejo Balsa wurden zusätzlich auch wegen des Delikts Bildung einer kriminellen Vereinigung nach § 248 angeklagt, ein Paragraph, der aufgrund der Affaire Vatileaks 1.0 neu gefasst wurde, obwohl bei der damaligen Affaire nur ein Täter allein – Paolo Gabriele, Majordomus des damaligen Papstes – angeklagt und verurteilt wurde.

### Zeitlicher Ablauf
Die schnelle Anberaumung des Prozesses ergab Spekulationen der Presse, der Vatikan wolle die unangenehme Causa mit einem schnellen Verfahren vor dem 8. Dezember 2015 beenden. Zu diesem Datum beginnt das von Papst Franziskus ausgerufene außerordentliche Heilige Jahr – als Jubiläum der Barmherzigkeit zum 50. Jahrestag des Abschlusses des Zweiten Vatikanischen Konzils. Bereits die ersten zwei Gerichtstermine widerlegten den Eindruck eines Schnellverfahrens:
- Prozessbeginn war am Dienstag, 24. November 2015 um 10:30 Uhr.
- Der 28. November 2015 wurde als Frist für die Abgabe der Verteidigungsschriften festgesetzt.
- In der Tagsatzung von 30. November 2015 ersuchte die Angeklagte Chaouqui um Entbindung ihrer Pflichtverteidigerin Agnese Camilli und um Bestellung ihrer Wahlverteidigerin Laura Sgrò. Daraufhin wurde das Verfahren nach 10-minütiger Beratung des Richtersenats auf 7. Dezember 2015 vertagt, um der neuen Anwältin Zeit zu gewähren sich in den Akt einzuarbeiten.[15]
- Am 7. Dezember 2015 gewährte der Gerichtshof zwei Anträgen Chaouquis seine Zustimmung: Erstens der Zeugenladung von Kardinalstaatssekretär Pietro Parolin und von Santos Abril y Castelló, des Präsidenten der Kardinalskommission für die Überwachung der Vatikanbank. Zweitens der Bestellung eines Experten für die Analyse der elektronischen Kommunikation wie E-Mail, SMS und WhatsApp zwischen Chaouqui and Vallejo Balda. Zwei weitere Anträge wurden abgelehnt: Der von Chaouqui auf Unzuständigkeit des Gerichts (weil die angeklagten Fakten sich in Italien ereignet haben sollen) und der von Vallejo Balsa auf psychiatrische Untersuchung. Das Verfahren wurde auf unbestimmte Zeit vertagt.[16]

### Schlammschlacht zwischen zwei Angeklagten
Nach Eröffnung des Prozesses kam es zu einer medialen Schlammschlacht zwischen den Angeklagten Francesca Immacolata Chaouqui und Lucio Ángel Vallejo Balda. Er gestand angeblich während der vatikanischen Verhöre eine Affäre mit ihr, sie bestritt dies heftig und bezichtigte ihn, kein Interesse an Frauen zu haben. Selbst seriöse Medien stilisierten Chaouqui als „Mata Hari des Kirchenstaats“, Lady Curia und „Papessa“, berichteten über angebliche Versuche, die Brüder Paolo Berlusconi und Silvio Berlusconi zu erpressen. Die Verhörprotokolle waren der Tageszeitung la Repubblica zugespielt und von dieser erstveröffentlicht worden.

### Urteilsspruch
Am 7. Juli 2016 verurteilte die Kammer Chaouqui zu zehn Monaten Freiheitsstrafe zur Bewährung und Balda zu 18 Monaten Freiheitsstrafe, die drei übrigen Angeklagten wurden freigesprochen. Die Staatsanwaltschaft hatte bei Fittipaldi ebenfalls auf Freispruch plädiert und für die übrigen vier Angeklagten Haftstrafen beantragt.

## Kritik am Papst, Eingeständnis des Papstes
Der langjährige Vatikanist Sandro Magister, dem im Juni 2015 die Akkreditierung entzogen worden war, kritisierte das Gerichtsverfahren, welches „weder durch Reue, Klugheit noch Barmherzigkeit glänzt“. Er führt weiter aus: Es glänze nicht durch Reue, hatte doch der Papst selbst die beiden Hauptangeklagten in die Kommission berufen, „obwohl das Staatssekretariat vor der Unzuverlässigkeit der beiden gewarnt hatte“. Es glänze nicht durch Klugheit, weil durch die Anklage gegen die beiden Journalisten und Buchautoren „eine bizarre Neuauflage eines Index verbotener Bücher“ betrieben werde. Und es glänze noch weniger durch Barmherzigkeit, da durch die Rotlicht-Episoden, die aus den Untersuchungsakten den Medien zugespielt wurden, nicht nur der Prälat und die PR-Dame an den Pranger gestellt würden – beide seien „ohnehin schon hyperaktiv […], sich gegenseitig zu schaden“ –, sondern auch Chaouquis Familienangehörige, die mit der Sache nichts zu tun haben.
Auf seiner Rückreise aus Afrika wurde Papst Franziskus von Journalisten unter anderem betreffend die Bestellung von Chaouqui und Vallejo Banda befragt. Er antwortete unmissverständlich: „Ich denke, das war ein Fehler.“ Er verwies auf seine Bemühungen, „die Korruption zu bekämpfen und die Dinge, die nicht funktionieren“. Und er erinnerte an die Worte seines Vorgängers: „Dreizehn Tage vor dem Tod von Johannes Paul II., während der Via Crucis, sprach Kardinal Ratzinger vom Schmutz in der Kirche. Er war der Erste, der das anklagte. Dann starb Johannes Paul, und Ratzinger, der Dekan war, sprach in der Missa Pro eligendo Pontifice über das Gleiche. Wir haben ihn wegen dieser Freiheit gewählt, die Dinge auszusprechen.“ Er beendete seine Ausführungen mit einem Bonmot: „Ich danke Gott, daß es Lucrezia Borgia nicht mehr gibt!“
Eine Reihe von Medien zeigten daraufhin den Papst bei der Beichte im Petersdom. Die Aufnahmen stammten allerdings bereits aus der Karwoche 2014.